# الحرب البورمية-السيامية (1662-1664)
الحرب البورمية السيامية (1662-1664) حرب قصيرة نسبيًا دارت رحاها في القرن السابع عشر بين إمبراطورية تونغو في بورما ومملكة أيوثايا/سيام من أجل مملكة لان نا ومدن ساحل تيناسيريم.

## الخلفية
في عام 1644 دخل جيش مانشو، وهو شعب من خارج السور العظيم، العاصمة بكين التي كانت تحكمها أسرة مينغ وأعلن نهاية مينغ وبداية تشينغ. في العامين التاليين، مع بسط تشينغ سيطرتهم على شمال الصين، حاول زو يونغلي، آخر إمبراطور من سلالة مينغ الجنوبية والموالين المتبقيين في مينغ إعادة التجمع في الجنوب، في أواخر يناير 1659، استولى جيش تشينغ بقيادة الأمير المانشوي دوني على عاصمة يُونَّان، وأرسل الإمبراطور يونغلي إلى بورما المجاورة، التي كان يحكمها بعد ذلك الملك بينديل مين من إمبراطورية تونغو.
كانت مملكة لان نا في ذلك الوقت دولة تابعة لإمبراطورية تونغو. خوفًا من سقوط بورما في يد الصينيين، وغزو لان نا، أرسل حاكم لان نا سفيرًا إلى أيوثايا وطلب أن يكون تابعًا لسيام وسعى للحصول على المساعدة العسكرية في حالة الغزو الصيني.
وفي معرض ترحيبها بفرصة السيطرة على لان نا، أرسل ملك سيام ناراي جيشًا احتل بسهولة لامبانغ والمدن الصغيرة الأخرى في لان نا أثناء تحركهم شمالًا. لكن في الوقت الذي وصل فيه السياميون إلى تشيانغ ماي، تخلى المانشو عن غزوهم لبورما بينما جددت لان نا علاقتها مع تونغو، وحاولت أن تنأى بنفسها عن السياميين. نظرًا لطبيعة الوضع، تخلى الملك ناراي عن خططه لغزو لان نا، وأمر قوته الاستكشافية بالعودة إلى الوطن.

## اندلاع الحرب

### سيام تغزو لان نا (1662-1663)
بالتزامن مع انسحاب المانشو من بورما وعودة السياميين من لان نا، حدثت ثورة في عاصمة تونغو، آفا. في يونيو 1662 أخذ باي مين السيطرة على إمبراطورية تونغو من أخيه بينديل مين وتوج نفسه ملكًا. استشعر الملك ناراي الاضطرابات في إمبراطورية تونغو وكانت فرصة متجددة للسيطرة على لان نا، فأعد جيوشه وسار بهم شمالًا في ديسمبر 1662. توقع حاكم لان نا الهجوم، فأرسل طلبًا إلى تونغو للحصول على المساعدة العسكرية.
في نهاية المطاف، غزا الملك ناراي وجيشان سياميان لان نا واستولوا على تشيانغ ماي في فبراير 1663 قبل أن يصل الدعم من إمبراطورية تونغو. عندما وصل الجيش البورمي وقع في الفخ، ودحِر، وأجبِر على العودة إلى آفا. سرعان ما وضع الملك ناراي القواعد الإدارية للان نا باعتبارها تابعة لسيام، وجمع غنيمة الحرب، وعاد إلى الوطن. على الرغم من أن الملك ناراي أمر جيشه بالبقاء في تشيانغ ماي وفرض إدارة البلاد، لكنه لم يفعل سوى القليل جدًا للحفاظ على هيمنة سيام في لان نا.

### بورما تغزو سيام (1663)
في هذه الأثناء، في منطقة ساحل تيناسيريم، اعتقل البورميون مون وهددوا بإعدامهم وهم (مجموعة إثنية) جُندت للمساعدة في الدفاع ضد الغزو الصيني لكنهم فشلوا في أداء واجبهم. تمرد المون المهددون بالقتل ضد السلطات البورمية وأحرقوا مارتابان. ردًا على ذلك، أرسلت تونغو القوات المسلحةً لإخماد الثورة. خوفًا من الانتقام، فر العديد من المون إلى سيام طالبين اللجوء. أمر الملك ناراي من نبلاء مون في سيام الترحيب باللاجئين واستقبالهم.
في بورما، اشتبه الملك في آفا أن السياميين هم من حرضوا على اضطرابات مون وأمر جيشًا ثانيًا بالتقدم إلى مارتابان، وإخماد التمرد، والتقدم إلى سيام إذا لزم الأمر وإلقاء القبض على متمردي مون بالقوة. عندما وصل الجيش البورمي إلى مارتابان، أصبح السياميون على دراية بخططهم وبدأوا الاستعداد للمعركة. دخل البورميون سيام من ممر المعابد الثلاثة وتقدموا أكثر من 100 كيلومتر في سيام إلى ساي يوك. مع تحرك البورميين أسفل وادي نهر كواي يي، طوق السياميون الغزاة ببطء. في نهاية المطاف هاجمت جيوش الملك ناراي البورميين من الأمام والخلف. هُزِم البورميين وترجعوا تاركين وراءهم العديد من الأسلحة والمؤن. طارد السياميون البورميين المنسحبين إلى حدودهم وأوقفوهم، فأنهوا بذلك غزو بورما لسيام عام 1663.